# Jean III de Thourotte
Pour les articles homonymes, voir Jean de Thourotte (homonymie).
Jean III de Thourotte ou Jean III de Thorotte (né vers 1195 - † entre 1260 et 1266) est le fils de Jean II de Thourotte et d'Odette de Dampierre. Il est châtelain de Thourotte et de Noyon ainsi que seigneur d'Allibaudières au milieu du XIIIe siècle.

## Biographie
Il reçoit en apanage de sa mère Odette de Dampierre, décédée vers 1212, fille de Guillaume Ier de Dampierre et d'Ermengarde de Toucy, la terre d'Allibaudières, ce qui en fait un vassal du comte de Champagne. Il devient proche de ce comte et apparait pour la première fois comme témoin dans un acte de 1229 puis occupe plusieurs postes importants dans son administration. En 1234, il fait partie du conseil qui administre le comté de Champagne sous Thibaud IV puis devient garde de Champagne, bouteiller et lieutenant de Thibaud IV.
Il est également gouverneur de Champagne pendant les séjours du comte Thibaud IV en Navarre de 1237 à 1251 (il partage cette fonction avec Itier II de la Brosse en 1237 et 1238) ainsi que pendant sa croisade en 1239.
En 1233, il est autorisé par le comte Thibaud IV à construire une forteresse à Allibaudières.
Entre 1235 et 1237, à la mort de son père Jean II de Thourotte, il lui succède et devient châtelain de Thourotte et de Noyon.
En 1249, il prend au comte de Rethel le château de Beaufort avec qui il a des différends à la suite de l'annulation du mariage de son fils aîné Jean de Thourotte avec Félicité de Rethel, fille de Manassès V de Rethel et de Félicité de Broyes, dame de Beaufort. Le comte de Rethel en appelle directement au pape, estimant que Jean de Thourotte a commis un abus pouvoir à cause de la haute position qu'il détenait auprès de Thibaud IV et n'osant compter sur l'impartialité de ce dernier.

## Mariage et enfants
Vers 1215, il épouse Luce de Honnecourt, dont il a au moins cinq enfants :
- Jean de Thourotte, qui meurt avant son père ;
- Marie de Thourotte, qui épouse en premières noces Jean de la Tournelle, puis en secondes noces Jean, comte de Rethel, mais n'a pas de descendance ;
- Gaucher de Thourotte, qui succède à son père ;
- Robert de Thourotte, qui devient chanoine à Reims puis évêque de Laon de 1285 à sa mort en 1297 ;
- Edile de Thourotte ou Sédille de Thourotte, qui épouse en premières noces Guillaume II de Maule, baron de Maule, puis en secondes noces Ansel de L’Isle-Adam[3].

## Source
- Marie Henry d'Arbois de Jubainville, Histoire des Ducs et Comtes de Champagne, 1865.